# FE-Schrift
Il FE-Schrift (abbreviazione di Fälschungserschwerende Schrift, che in tedesco significa "carattere tipografico che impedisce la contraffazione") è un carattere tipografico introdotto per essere usato sulle targhe d'immatricolazione. Le lettere e i numeri con spaziatura fissa sono leggermente sproporzionati per impedire anche semplici modifiche e migliorarne la leggibilità. È stato sviluppato in Germania, dove è obbligatorio da novembre 2000. Altri Paesi hanno successivamente introdotto lo stesso carattere tipografico per le targhe emesse dai rispettivi uffici d'immatricolazione impiegando il design collaudato per FE-Schrift.

## Sviluppo

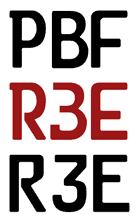
Esemplificazione di un tentativo di contraffare tre caratteri tipografici FE-Schrift. La sequenza "PBF" (riga superiore) è modificata in modo tale da essere letta "R3E" (riga centrale, in rosso). La corretta scrittura della sequenza "R3E" è visibile nella riga inferiore.

La motivazione per la creazione di questo carattere tipografico risale alla fine degli anni '70 alla luce del terrorismo della Rote Armee Fraktion, quando si scoprì che con il carattere standard per le targhe automobilistiche, il DIN 1451, era particolarmente facile modificare le lettere applicando una piccola quantità di vernice nera o nastro adesivo. Le modifiche alle lastre con il font FE sono più difficili, in quanto richiedono anche l'uso di vernice bianca, che è più facilmente riconoscibile per la mancata omogeneità con il fondo bianco retroriflettente, soprattutto di notte. Il progetto originale per il nuovo carattere fu realizzato dal designer Karlgeorg Hoefer (1914–2000), che all'epoca lavorava per il Bundesanstalt für Straßenwesen (Istituto Federale di Ricerca Autostradale della Germania). La tipografia fu lievemente modificata in base ai risultati dei test effettuati tra il 1978 e il 1980 dall'Università di Gießen (Dipartimento di Fisiologia e Psicologia cibernetica). Mentre il carattere DIN utilizzava un carattere proporzionale, FE-Schrift è un font monospaziato (ossia con spaziatura diversa per lettere e numeri) che si presta ad una migliore leggibilità. Un'altra motivazione per l'introduzione del nuovo carattere tipografico deriva da un picco nella frequenza di furti di targhe automobilistiche nei primi anni '70. La ragione prioritaria restava comunque il requisito di leggibilità da parte di uomini e macchine, poiché nello stesso decennio si è assistito allo sviluppo di altri caratteri tipografici per il loro riconoscimento ottico, ovvero OCR-A e OCR-B. 
La pubblicazione finale nel diritto tedesco per l'uso del font suddetto nelle targhe da immatricolare comprende tre varianti:
1. Lo stile standard (Mittelschrift), con altezza 75 mm, lettere larghe 47,5 mm e cifre 44,5;
2. Lo stile stretto (Engschrift), con altezza 75 mm, lettere larghe 40,5 mm e cifre larghe 38,5 mm;
3. Lo stile ridotto (verkleinerte Mittelschrift), con altezza 49 mm, lettere e cifre larghe 31 mm.

Sono inclusi i segni diacritici presenti nelle sigle automobilistiche che identificano alcuni circondari tedeschi. I caratteri stretti consentono di inserire un massimo di nove caratteri in una targa europea standard; le cifre più ridotte usufruiscono di spazi circostanti più ampi per riempire lo spazio disponibile nella targa stessa.

## Processo di adozione
Quando il FE-Schrift fu perfezionato nel 1980, la pressione per la sua adozione era già diminuita. La sua distribuzione venne ritardata dall'introduzione della targa "europea".
Con la caduta della cortina di ferro si verificò un nuovo picco nel tasso di furti di targhe, comprese quelle di auto rubate e trasferite nell'Europa orientale. Fu un'ulteriore motivazione per limitare drasticamente il fenomeno grazie a nuovi regolamenti sulle targhe.
Con l'abbattimento delle frontiere realizzatosi con lo Spazio Schengen nel 1998, la nuova regolamentazione dei brevetti di font venne adottata in tutta l'Unione europea (anche nei Paesi non appartenenti all'area Schengen), eliminando il requisito preliminare di aggiungere un codice identificativo del brevetto nazionale all'autoveicolo o motoveicolo da utilizzare in altri Stati, il che si traduceva in un vantaggio per i cittadini aderenti all'UE. L'opzione di rilasciare brevetti anteriori (non europei) fu soppressa il 1º novembre 2000 e la legislazione tedesca vietò anche la possibilità di ricorrere a caratteri tipografici alternativi. Da allora il FE-Schrift è obbligatorio in Germania, quantunque i brevetti rilasciati in precedenza continuino ad essere validi. Ci sono delle eccezioni alla regola: alcuni veicoli d'epoca possono tuttora usare il font DIN e la Bundeswehr (l'Esercito tedesco) continua ad utilizzare targhe d'immatricolazione con tali caratteri.
Dal 2001 ad oggi altri Paesi hanno introdotto font anti-contraffazione, come il Propia, o derivati da FE-Schrift. Mentre però in molti Stati i brevetti sono rilasciati da un ufficio preposto a livello nazionale, in Germania il proprietario del veicolo deve pagare un nuovo brevetto che riceve un timbro di licenza valido per circolare sulle strade. Nelle vicinanze degli uffici di immatricolazione si trovano molte piccole imprese che competono per stampare in loco i brevetti sopra specificati. 
Proprio il FE-Schrift ha consentito, grazie alle macchine da stampa altamente standardizzate, una produzione di alta qualità e ha facilitato la tecnologia del riconoscimento automatico della targa che si è sviluppata nell'ultimo decennio.

## Stati che utilizzano il FE-Schrift nelle targhe d'immatricolazione

### Europa

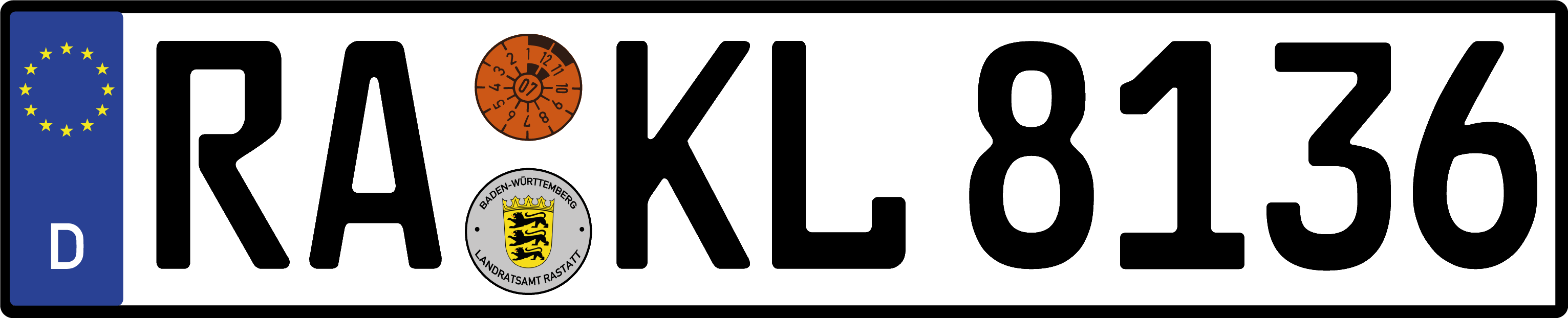
Targa tedesca standard con il font FE-Schrift

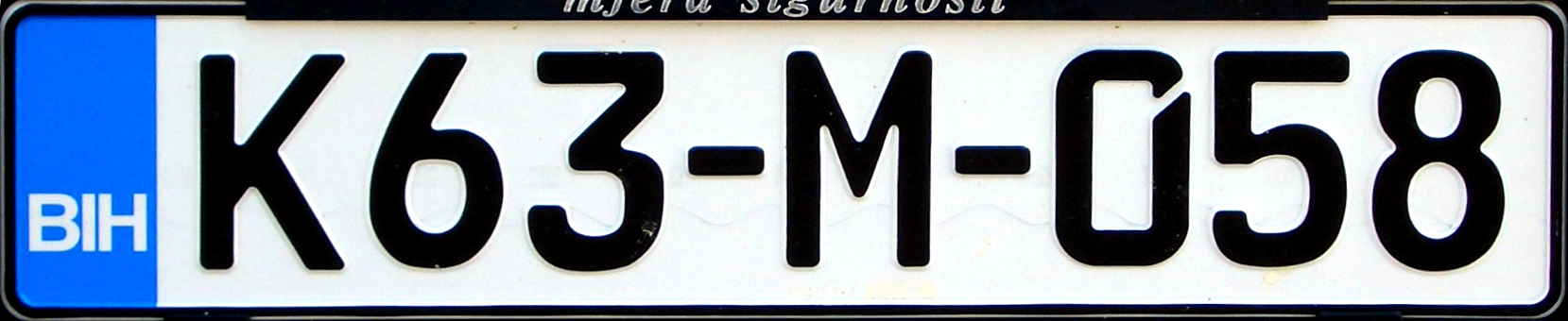
Esempio di targa bosniaca

- Germania - da luglio 1994 ma obbligatorio da novembre 2000
- Bosnia ed Erzegovina - dal 2009
- Malta - dal 2004
- Repubblica monastica del Monte Athos - dal 2004
- Lettonia - solo nelle targhe di trattori e rimorchi agricoli
- Armenia - dal 2014
- Moldavia - dal 1º aprile 2015

### America
- Cuba - dal 2013

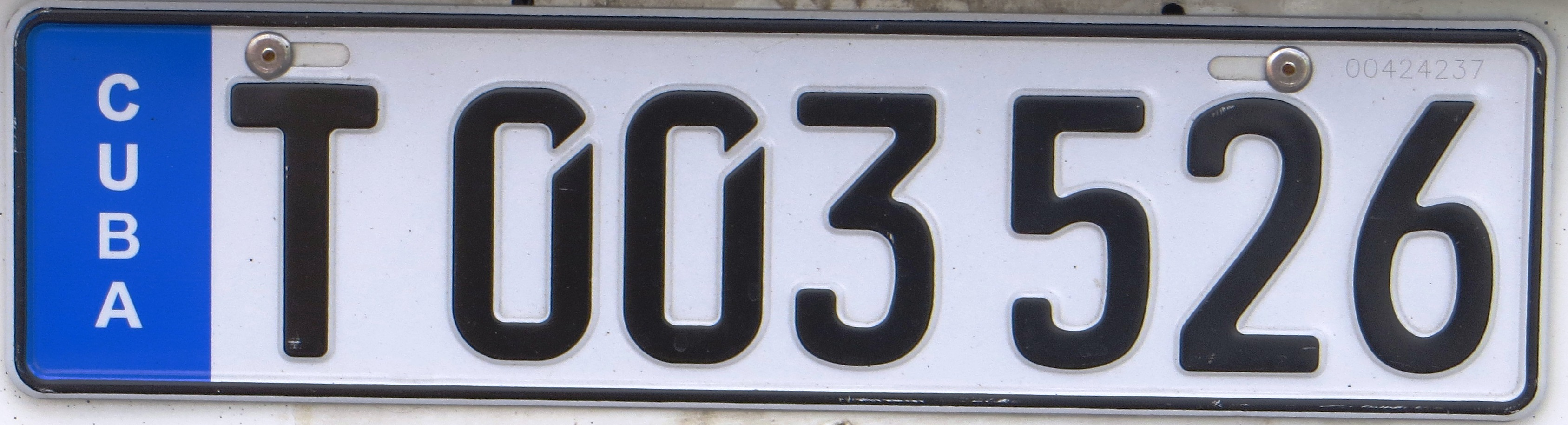
Targa d'immatricolazione cubano con formato utilizzato dal 2013

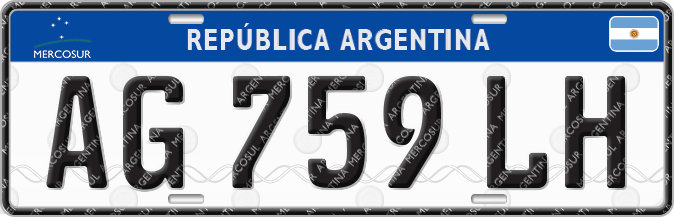
Esempio di targa argentina in uso

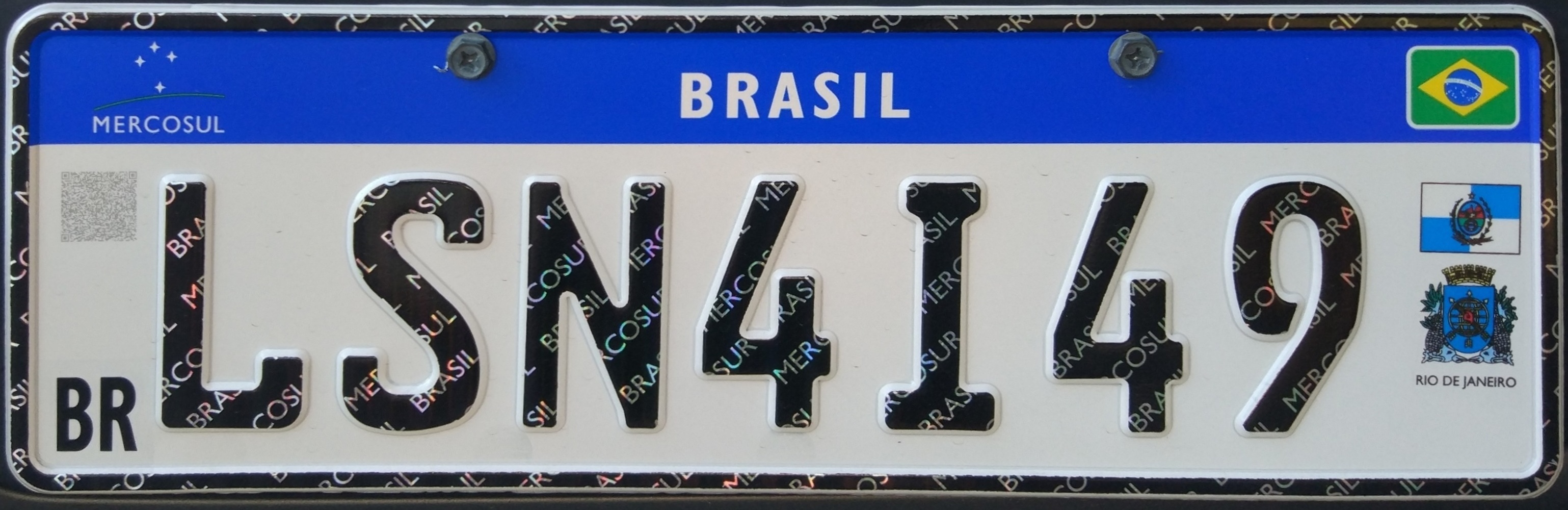
Esempio di targa brasiliana in uso

- Uruguay - in formato Mercosur dal 2001
- Argentina - in formato Mercosur dal 2016
- Paraguay - in formato Mercosur dal 2019
- Brasile - in formato Mercosur dal 2018
- Guatemala - presumibilmente dal 2008
- Perù - dal 2010
- Cile - dal 2014
- Colombia - dal 2016 per i soli veicoli diplomatici

### Africa
- Sudafrica - dal 1994
- Namibia - dal 1994
- Tanzania - dagli anni '90
- Uganda - dal 1999
- Sierra Leone - dal 2007
- Botswana - probabilmente dal 2000

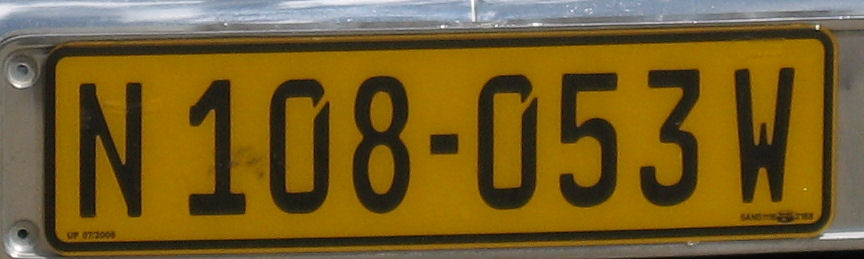
Targa applicata su un veicolo della Namibia con font FE-Schrift utilizzato dal 1994

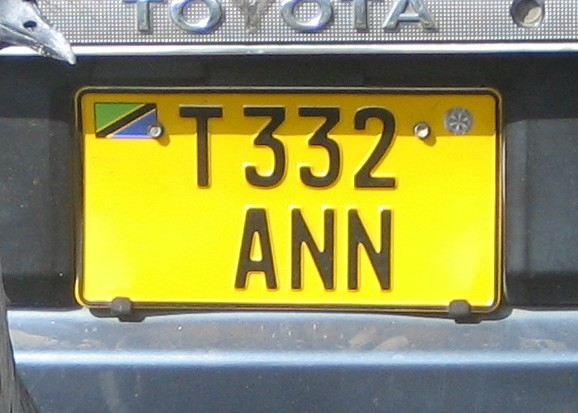
Targa su doppia linea di un veicolo privato della Tanzania

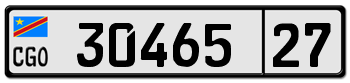
Esempio di targa usata nella Repubblica Democratica del Congo

- Mozambico - presumibilmente dal 2000
- Zambia - dal 2000
- Etiopia - probabilmente dal 2002
- Camerun - dal 2005
- Zimbabwe - dal 2006
- Ruanda - dal 2007
- Sudan del Sud - presumibilmente dal 2007
- Mali - probabilmente dal 2008
- Repubblica Democratica del Congo - dal 2009
- Burundi - da aprile 2009
- Malawi - presumibilmente dal 2011

### Asia
- Cipro - dal 3 giugno 2013
- Uzbekistan - dal 2009
- Kirghizistan - dal 2016
- Sri Lanka - da agosto 2000

Facsimile di una targa in uso a Cipro; si noti come il tratto degli zeri non è continuo ma interrotto in alto a destra

- Kuwait - probabilmente dal 2007 (solo le cifre)
- Emirati Arabi Uniti - presumibilmente dal 2006 nella capitale Abu Dhabi (solo le cifre)
- Bahrein - dal 2010
- Filippine - da febbraio 2018.

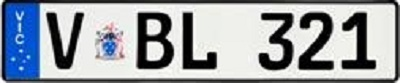
Targa personalizzata apposta ad un veicolo dello Stato australiano di Victoria

Alcuni Stati hanno introdotto per le rispettive targhe d'immatricolazione emesse un font simile al FE-Schrift: Albania dal 2002, Slovenia dal 1º maggio 2004 al 29 giugno 2008, Georgia, Nuova Zelanda, Paesi Bassi e Serbia dal 2011.
Infine in Ghana e negli Stati australiani del Queensland, Nuovo Galles del Sud e Victoria possono essere emesse targhe automobilistiche con il carattere FE-Schrift.